# Roland Wieser
Roland Wieser (* 6. května 1956 Zschopau) je bývalý východoněmecký atlet, chodec, mistr Evropy v chůzi na 20 kilometrů z roku 1978.

## Sportovní kariéra
Jeho prvním mezinárodním úspěchem byl titul juniorského mistra Evropy v chůzi na 10 000 metrů v roce 1975. Zvítězil rovněž v závodě na 20 kilometrů chůze při svém startu na mistrovství Evropy v Praze v roce 1978. Vítězný čas 1:23:12 byl tehdy nejlepším výkonem na světě. Na olympiádě v Moskvě o dva roky později získal na této trati bronzovou medaili. Při svých dalších startech na vrcholných mezinárodních soutěžích už nevystoupil na stupně vítězů.